# Mark Williams (calciatore 1970)
Mark Williams (Stalybridge, 28 settembre 1970) è un ex calciatore nordirlandese, di ruolo difensore.

## Caratteristiche tecniche
Difensore centrale, poteva adattarsi al ruolo di terzino destro.

## Carriera

### Club
Cresciuto nello Shrewsbury Town, che lo preleva dal Newtown nel 1991, in seguito veste le maglie di Chesterfield (Football League One) e Watford (Premier League) arrivando al Wimbledon nel 2000. Gioca tre campionati di seconda divisione prima di giocare per Stoke City (Championship) e Columbus Crew (Major League Soccer), ritornando a Londra nell'autunno del 2003: a causa dei debiti il Wimbledon fallì, dovendosi trasferire in un'altra città, Milton Keynes. Williams rimane nella nuova squadra, denominata MK Dons, per la stagione 2004-2005 e, ceduto in prestito al Rushden & Diamonds nell'aprile del 2005, al termine della stagione decide di appendere gli scarpini al chiodo.

### Nazionale
Vanta 36 presenze e 1 gol con l'Irlanda del Nord: il suo debutto avvenne a Belfast il 27 marzo 1999 contro la Germania (0-3).

## Palmarès

### Club

#### Competizioni nazionali
- Campionato inglese di quarta divisione: 1

Shrewsbury Town: 1993-1994